# Synaptophyllum
Synaptophyllum es un género con dos especies de plantas suculentas perteneciente a la familia Aizoaceae.

## Taxonomía
Synaptophyllum fue descrito por el taxónomo y botánico inglés, Nicholas Edward Brown, y publicado en Gard. Chron., ser. 3, 78: 412 (1925), in clave. La especie tipo es: Synaptophyllum juttae (Dinter & A.Berger) N.E.Br. [in Gard. Chron., ser. 3, 84: 254 (1928)] (Mesembryanthemum juttae Dinter & A.Berger) ; Lectotypus [Phillips, Gen. S. Africian Fl. Pl. ed. 2: 322 (1951)]

## Especies
- Synaptophyllum juttae
- Synaptophyllum sladenianum